# Digitaria ursulae
Digitaria ursulae là một loài thực vật có hoa trong họ Hòa thảo. Loài này được H.Scholz mô tả khoa học đầu tiên năm 1979.